# Aéroport de Borlänge
Pour les articles homonymes, voir BLE.
L'aéroport de Dala ou Borlänge (code IATA : BLE • code OACI : ESSD) est situé au sud-est de Borlänge, une ville dans la Dalécarlie province de Suède. Il est également à 20 minutes de la ville de Falun.

## Situation

### Carte des aéroports de Suède
| \| 50 km1:2 974 000 \| Montagnes · Sälen Ängelholm–Helsingborg Åre Östersund Arvidsjaur Borlänge Gällivare Göteborg-Landvetter Hagfors Halmstad Hemavan Tärnaby Jönköping Kalmar Karlstad Kiruna Kramfors-Sollefteå Linköping Luleå Lycksele Malmö Mora-Siljan Norrköping Örnsköldsvik Örebro Pajala Ronneby Skellefteå Stockholm-Arlanda Stockholm-Bromma Stockholm-Skavsta Stockholm-Västerås Sundsvall-Timrå Sveg Torsby Trollhättan–Vänersborg Umeå Växjö Vilhelmina Visby |
| 50 km1:2 974 000 |

## Statistiques
Pour des raisons techniques, il est temporairement impossible d'afficher le graphique qui aurait dû être présenté ici.

Voir la requête brute et les sources sur Wikidata.

## Compagnies aériennes et destinations
| Compagnies        | Destinations                                                  |
| ----------------- | ------------------------------------------------------------- |
| Air Europa        | En saison charter: Las Palmas/Gran Canaria, Palma de Majorque |
| Sunclass Airlines | En saison charter: Palma de Majorque, Rhodes-Diagoras         |

Edité le 26/02/2023